# Colruyt Group
Colruyt Group er en belgisk detailhandelskoncern. De driver Colruyt-supermarkederne og andre datterselskaber som OKay, Bio-Planet, DATS 24, DreamLand, DreamBaby og flere. Virksomheden blev etableret i 1928 af Franz Colruyt og er fortsat familieejet. Colruyt Group har hovedkvarter i Halle og driver forretning i Belgien, Frankrig og Luxembourg. 